# 優雅な友達
『優雅な友達』（ゆうがなともだち、原題〈ハングル表記〉：우아한 친구들）は、2020年7月10日から9月5日までJTBCで放送された韓国のテレビドラマ。日本では、BS-TBSにおいて2022年1月6日から2月8日まで全24話で放送された。

## 登場人物

### 大学生時代の仲間5人とその妻
アン・グンチョル
演 - ユ・ジュンサン
大手チキンチェーン会社の本部長。
ナム・ジョンヘ
演 - ソン・ユナ
精神科医。グンチョルの妻。
チョン・ジェフン
演 - ペ・スビン
病院長。離婚後独身。
チョ・ヒョヌ
演 - キム・ソンオ
成人映画の監督。
カン・ギョンジャ
演 - キム・ヘウン
ヒョヌの妻。
パク・チュンボク
演 - チョン・ソギョン
会社員。
ユ・ウンシル
演 - イ・イネ
チュンボクの妻。
チョン・マンシク
演 - キム・ウォネ
公務員。病死する。
チ・ミョンスク
演 - キム・ジヨン
マンシクの妻。

### 周辺人物
ペク・ヘスク
演 - ハン・ダガム
大学生時代の「マドンナ」。グンチョルの元恋人。
チュ・ガンサン
演 - イ・テファン
ゴルフ練習場のコーチ。ジョンヘを脅迫する。